# Eskobars (album)
Eskobars je debitantski studijski album slovenske indie rock glasbene skupine Eskobars. Izdan je bil leta 2010 pri založbi Dallas Records.

## Seznam pesmi
Vso glasbo in vsa besedila je napisal Jure Lesar.
1. »Cosmo Blues« – 4:01
2. »Sobotne noči« – 3:30
3. »Morski ples« – 3:08
4. »Girls from Klagenfurt« – 2:30
5. »Čas ločitve« – 3:37
6. »Cirkus« – 3:06
7. »Ura mladosti« – 3:29
8. »Čevljar« – 2:36
9. »Potnik« – 3:16
10. »Zemljin sin« – 4:01

## Zasedba
Eskobars
- Jure Lesar — vokal, kitara
- Rok Druscovich — bas kitara, spremljevalni vokal
- Bogdan Sojič — bobni, tolkala, spremljevalni vokal

Ostali glasbeniki
- Denis Beganovič - Kiki — klaviature
- Neisha — klaviature (10), godalni aranžmaji
- Selver Kobilica — harmonika (3)
- Gordana Buh — piccolo (7)
- Janez Podlesek — violina (7, 10)
- Miloš Simic — violina (7, 10)
- Maja Rome — viola (7, 10)
- Klemen Hvala — violončelo (7, 10)

Tehnično osebje
- Dejan Radičević — produkcija